# My Giant Friend
My Giant Friend (Linus et Boom) è una serie televisiva animata realizzata in Francia nel 2009, edita per la prima volta in Francia dal 6 aprile 2009 su France 3 e in Italia dal 31 maggio 2010 su Cartoon Network e in chiaro su Boing.
Realizzato con la computer grafica in 3D sulla falsariga di Pixar e Dreamworks, attualmente è una delle poche serie animate che segue questa tipologia di realizzazione, soprattutto in ambito europeo. La stessa animazione si attiene all'ambientazione futuristica e fantascientifica del cartone stesso che nonostante tutto riesce pur sempre a mantenere una certa dose di sottile umorismo e ironia.
La serie è stata oggetto di numerose critiche negative per la trama generale e la sua costruzione, ma allo stesso tempo ne ha ricevute altrettante positive per la qualità del design e dell'animazione.

## Trama
Il cartone è ambientato in un ipotetico futuro sulla Terra, nel 2020,in un luogo non propriamente specificato. Punto chiave della serie è la presenza di un'organizzazione paragovernativa chiamata SDC (Space Development Center, ovvero Centro di Sviluppo Spaziale) il cui compito è quello di catturare gli alieni - seppur del tutto inoffensivi - che approdano sul pianeta, al fine di sottomettere tutta la Via Lattea. Al di là del clima di terrore generale infuso nella popolazione umana, un gruppo di quattro studenti di una scuola media – Iris, Taki, Monroe, Linus – intuiscono subito i subdoli intenti dell'organizzazione, mobilitandosi contro di essa.
L'arrivo di Boom cambierà per sempre la vita di Linus, con il quale entrerà in un rapporto di profondissima amicizia. L'alieno si unisce così anche al gruppo prendendo sembianze umane per restare sotto copertura e aiutare gli stessi ragazzi nel ostacolare i malefici piani della SDC, con l'intento di salvare gli individui extraterrestri reindirizzandoli verso la propria casa.

## Personaggi
- Linus: è un ragazzino di 12 anni, protagonista della serie. È un sognatore, e rappresenta la mente del suo gruppo, l'ideatore di tutti i piani per ostacolare le mosse della SDC. È il protettore di Boom, l'alieno con il quale ha avuto un incontro ravvicinato: grazie a lui, si serve del suo aiuto per via della sua forza incredibile. Linus è innamorato della sua compagna di scuola Jenny, che è invece attratta da Boom. Il suo sogno più grande è quello di diventare un astronauta e seguire le orme del padre. Il suo più grande rivale è Cornell, con il quale è in rapporti conflittuali.

- Marlene: madre di Linus. È a conoscenza della verità di Boom e gli garantisce la protezione insieme al figlio.

- Victor: padre di Linus e Sofia. È un astronauta e agisce come esploratore del cosmo per scoprire civiltà extraterrestri, con l'intenzione di confermare che queste sono pacifiche. Non essendo presente sulla Terra, comunica attraverso delle chiamate, apparendo sotto forma di ologramma.

- Boom: è un alieno; insieme a Linus è il protagonista della serie. È di colore rosso, di dimensioni enormi e dall'andamento pesante. Il suo arrivo improvviso sulla Terra è dovuto alla scoperta della SDC. Grazie al Doctor K, scienziato e genetista che lo aiuta nella sua missione, gli vengono date delle buffe sembianze terrestri per mantenerlo sotto copertura, spacciandosi per cugino di Linus: ciononostante continua a mantenere le sue dimensioni fisiche, ed è questa la ragione per cui tende spesso a trovarsi a disagio e a non regolarsi con quelle terrestri. Stranamente, Jenny è innamorata di lui sebbene lui non la ricambi.

- Iris: amica di Linus, nonché sua compagna di classe, e per lo più innamorata di lui seppur non ricambiata, nonostante ciò riuscirà a mettersi con lui durante la seconda serie. Bella e gentile, può essere talvolta arrogante ed aggressiva.

- Monroe: compagno di classe di Linus. Incarna la figura del cervellone, se non per altro quella del nerd proprio per via della sua fisionomia e del suo aspetto, caratterizzato da occhiali e vestiti fuori moda. Esperto in campo fisico, matematico, e soprattutto, informatico.

- Taki: fa anch'egli parte del Club di Astronomia. È il tipico adolescente: per via del suo atteggiamento ribelle, non va infatti bene a scuola, mostrandosi sempre disinteressato a tutte le lezioni che trova noiose, ma possiede un'innata bravura nel fabbricare complesse ed elaborate invenzioni, che si rivelano spesso utili per gli altri componenti del gruppo.

- Doctor K: è un anziano genetista che ha avuto i primi incontri ravvicinati tra alieni e umani in passato. Oramai in pensione, lavora come piccolo imprenditore: è proprietario di un campo da minigolf, luogo dove ha sede il suo laboratorio, nascosto da un capannone, nel quale svolge alcune delle attività per aiutare il club.

- BB (BeeBee): sono tre piccole goffe creature extraterrestri che fanno parte di un piccolo comando militare specializzato. Hanno seguito Boom nella sua missione, come suoi sorveglianti.

- Numero 9: il suo vero nome è sconosciuto. È un uomo anziano, dall'aspetto tetro e sinistro con una caratteristica benda da pirata sull'occhio. Acerrimo nemico di Boom, al quale dà la caccia da quando è arrivato sulla Terra, attraverso i suoi scagnozzi Chase e Andy Sandborn.

- Andy Sandborn: conosciuto anche semplicemente come Sandborn, è un agente che lavora per la SDC, uno degli antagonisti principali. Totalmente incompetente, al suo atteggiamento stupido accosta una personalità superba, narcisista e pretenziosa.

- Chase: collega di Sandborn, è una giovane donna dall'aspetto avvenente, che attira su di sé le attenzioni di Sandborn che puntualmente boccia senza tanti problemi.

- Jenny: compagna di scuola di Linus e altri, incarna lo stereotipo della cheerleader. È infatti la più popolare della scuola, e attira su di sé l'attenzione di Linus - il quale è attratto da lei - e di Marie e Riley, due gemelle siamesi che imitano ogni sua singola mossa per stare alla sua pari.

## Doppiaggio italiano
- Linus: Emiliano Reggente
- Boom: Alan Bianchi
- Taki: Federico Di Pofi
- Iris: Ludovica Bebi
- Monroe: Francesca Rinaldi
- Chase: Gilberta Crispino
- Sandborn: Massimiliano Plinio